# Eparchie Newton

Die Eparchie Newton (lat.: Eparchia Neotoniensis Graecorum Melkitarum) ist eine in den USA gelegene Eparchie der melkitischen griechisch-katholischen Kirche mit Sitz im Bostoner Stadtteil Roslindale.

## Geschichte

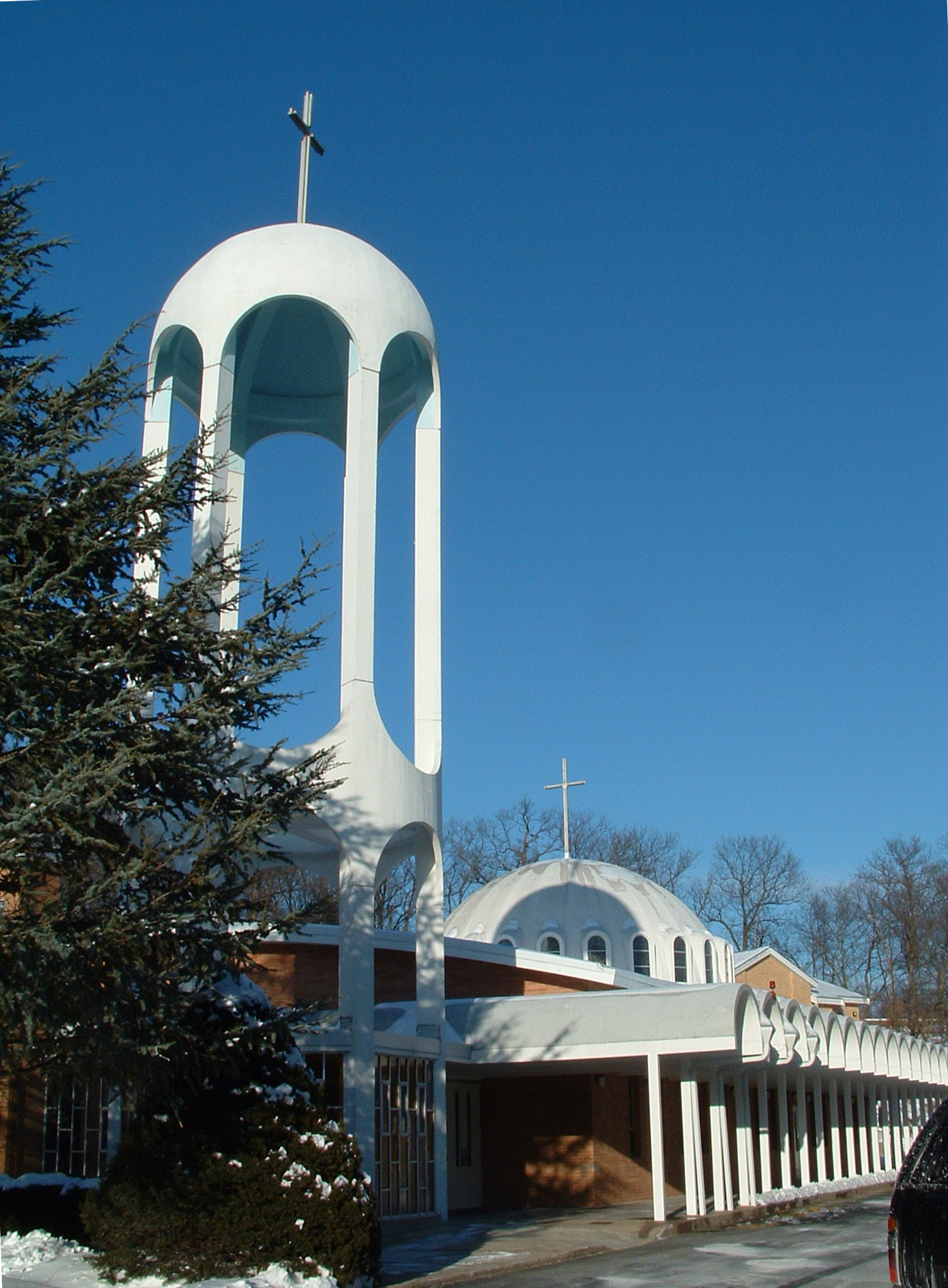
Annunciation Cathedral in Roslindale

Die Eparchie Newton wurde am 10. Januar 1966 durch Papst Paul VI. mit der Apostolischen Konstitution Byzantini Melkitarum als Apostolisches Exarchat Vereinigte Staaten für die melkitischen Gläubigen errichtet. Das Apostolische Exarchat Vereinigte Staaten für die melkitischen Gläubigen wurde am 28. Juni 1976 durch Paul VI. mit der Apostolischen Konstitution Cum apostolicum zur Eparchie erhoben und in Eparchie Newton umbenannt.

## Ordinarien

### Apostolische Exarchen der Vereinigten Staaten
- Justin Abraham Najmy BS, 1966–1968
- Joseph Elias Tawil, 1969–1976

### Bischöfe der Eparchie Newton
- Joseph Elias Tawil, 1976–1989
- Ignatius Ghattas BS, 1989–1992
- John Adel Elya BS, 1993–2004
- Cyrille Salim Bustros SMSP, 2004–2011, dann Erzbischof von Beirut und Jbeil
- Nicholas James Samra, 2011–2022
- François Beyrouti, seit 2022